# Акуанегра сул Киезе
Акуанѐгра сул Киѐзе (на италиански: Acquanegra sul Chiese, на местен диалект: Quanegra, Куанегра) е малко градче и община в Северна Италия, провинция Мантуа, регион Ломбардия. Разположено е на 31 m надморска височина. Населението на общината е 2967 души (към 2014 г.).